# Безліхотнов Микита Сергійович
Микита Сергійович Безліхотнов (рос. Никита Сергеевич Безлихотнов, * 19 серпня 1990, Москва) — російський футболіст, півзахисник «Уфи».

## Кар'єра

### Клубна
Вихованець ФШМ «Торпедо». У складі «Торпедо» дебютував в 17-літньому віці 16 квітня 2008 року в матчі проти молодіжного складу московського «Спартака», першим голом у складі автозаводців відзначився тижнем по тому в поєдинку з ЛФК «Динамо».
Протягом 2009–2010 років виступав за «Торпедо-ЗІЛ», що грав у Дивізіоні. За цей час провів в чемпіонаті 35 матчів і забив один гол.
2011 року приєднався до новачка Першості Футбольної Національної Ліги «Торпедо» (Москва). Де також був основним півзахисником клубу.
Влітку 2013 року прем'єрлігова «Кубань» придбала півзахисника, угода розрахована на три роки. За «Кубань» дебютував у матчі кваліфікації Ліги Європи проти «Мотервелл», відіграв шість хвилин, матч закінчився на користь російського клубу з рахунком 1:0.
31 серпня 2013 року, не пробившись до основного складу «Кубані», був відданий в оренду до кінця року в донецький «Металург». Проте і в Донецьку не став регулярним гравцем основного складу і, провівши лише 4 гри за «Металург», в січні 2014 року повернувся до «Кубані».
Влітку 2014 року уклав трирічний контракт з клубом «Уфа».

### У збірній
Виступав за юнацьку збірну Росії, в складі якої провів чотири матчі.
Восени 2012 року викликався до складу другої збірної Росії, зігравши в її складі один матч.
22 березня 2013 року дебютував у складі молодіжної збірної країни, замінивши на 72 хвилині товариського матчу з молодіжною збірною Італії Павла Яковлєва. Всього провів за «молодіжку» три матчі. В тому ж році грав за студентську збірну Росії на універсіаді в Казані, зіграв шість матчів, забив два голи, один з них з пенальті.